# Smultron
Smultron — це текстовий редактор для macOS, розроблений як для початківців, так і для досвідчених користувачів, названий на честь шведського слова «лісова полуниця».
Спочатку він був опублікований як безкоштовне програмне забезпечення, але зараз продається через Mac App Store. Він написаний на Objective-C з використанням Cocoa API і може редагувати та зберігати багато різних типів файлів. Smultron також включає підсвічування синтаксису з підтримкою багатьох популярних мов програмування, включаючи C, C++, LISP, Java, Python, PHP, Ruby, HTML, XML, CSS, Prolog, IDL і D.

## Особливості
Smultron працює лише зі звичайними текстовими файлами, без підтримки зображень чи графіки.
Smultron має багато варіантів підсвічування синтаксису та кодування тексту. Це може бути корисним для швидкого створення веб-сайтів і дозволяє користувачеві використовувати та налаштовувати ярлики для швидкого впровадження коду, фрагментів і організації файлів. Інші функції включають перегляд розділеного файлу, перенесення рядків, поступовий пошук, утиліту командного рядка, номери рядків і попередній перегляд HTML.

## Історія
Smultron був створений шведським програмістом Пітером Боргом як його перший проєкт з відкритим вихідним кодом, щоб виправити те, що він сприймав як відсутність безкоштовних, просунутих, простих у використанні текстових редакторів Mac на той час. Її перша версія була безкоштовно випущена на SourceForge у 2004 році, і з того часу вона отримала значну підтримку та відгуки від спільноти Mac з відкритим кодом. Назва програми походить від звичайної шведської лісової суниці, звідки і значок програми. Lingon, інша програма, розроблена Borg, названа на честь іншої поширеної скандинавської ягоди.
Smultron 2 додав нову панель проєктів для впорядкування файлів і додав панель вкладок для перемикання між відкритими документами на додаток до попередньої бічної панелі. Він вимагав Mac OS X Tiger, оскільки в ньому були використані нові фреймворки Core Data та Sync Services. У своєму огляді Джайлз Тернбулл зазначив, що програма може працювати повільно під час обробки великих текстових файлів.
Smultron 3 був випущений у 2007 році з кращою обробкою проєкту, використанням пам'яті та підсвічуванням синтаксису. Він також змінив поведінку панелі попереднього перегляду, щоб вона оновлювалася лише під час збереження файлу, зміна, яку розкритикував Джефф Смікіл з Ars Technica.
У липні 2009 року Борг оголосив, що більше не розроблятиме Smultron через брак часу. На той час останньою версією була версія 3.5.1. У вересні 2009 року Borg випустив версію 3.6beta1, щоб зробити програму сумісною з Mac OS X Snow Leopard. Він також сказав, що не буде оприлюднювати «більше жодних версій в осяжному майбутньому».
У 2010 році програміст Жан-Франсуа Мой випустив форк Smultron як версію 3.7. Пізніше він був перейменований на Fraise, французьке слово для полуниці. Також із відкритим кодом, цей форк пропонував 64-розрядну підтримку Snow Leopard (але не підтримував Mac OS X Leopard), додав механізм автоматичного оновлення, виявлення дублікатів рядків та інші функції. Фрейза незабаром покинули.
6 січня 2011 року Борг воскресив Smultron і випустив версію 3.8. Він переліцензував його як пропрієтарне програмне забезпечення та зробив його платним додатком, доступним у Mac App Store. У версії 3.8.2 додано підтримку мови розмітки Markdown.
Smultron 4, випущений у листопаді 2011 року, був одним із перших текстових редакторів Mac, які підтримували синхронізацію iCloud, нову функцію Mac OS X Lion. Файли можна було перемістити з локального диска в iCloud через меню, яке рецензент Ніколас Фурно розкритикував як «неідеальне». У серпні 2011 року Smultron 5 було випущено в Mac App Store як платне оновлення, додавши підтримку дисплея Retina, підтримку синхронізації iCloud для фрагментів коду, підтримку функцій розширення та згортання, Поточна версія — Smultron 13.